# Partidul Alianța Liberalilor și Democraților
Partidul Alianța Liberalilor și Democraților (ALDE) a fost un partid politic din România. ALDE a fost inițial înființat prin fuziunea Partidului Liberal Reformator (PLR) cu Partidul Conservator (PC). Partidul a avut o orientare politică de centru-dreapta, cu doctrină liberală și a fost condus inițial de fostul Prim-ministru și Președintele al Senatului, Călin Popescu-Tăriceanu.
ALDE a intenționat să fuzioneze în 2020 cu PRO România formând partidul PRO România Social Liberal. În ianuarie 2021, după eșecul de după alegerile legislative din 2020, PRO România a întrerupt fuziunea între cele două partide, iar un an mai târziu s-a anunțat fuziunea între PNL și ALDE de către Ionuț Stroe, dar fără Popescu-Tăriceanu care nu a mai avut nici măcar statutul de membru ALDE.

## Doctrina
ALDE se declara reprezentantă a clasei de mijloc, a întreprinzătorilor, a practicanților profesiilor liberale, dar și a celor care lucrează în serviciul public. Partidul susține că apără și promovează drepturile și libertățile individului.

## Nume și simboluri
Pe siglă era reprezentat un albatros stilizat înconjurat de 12 steluțe galbene pentru a se arăta în acest fel viziunile partidului față de Uniunea Europeană.

Numele de ALDE a fost ales pentru a se arăta apropierea și afilierea partidului de Grupul Alianței Liberalilor și Democraților pentru Europa, dar și pentru doctrina liberală de care se leagă.

## Istorie
Partidul a fost înființat în 19 iunie 2015 prin fuziunea Partidului Liberal Reformator cu Partidul Conservator.
Președintele ALDE, Călin Popescu-Tăriceanu, a îndeplinit funcția de președinte al Senatului României.

### Miniștri în Guvernul României
ALDE a făcut parte din Guvernul Ponta (4) încă de la înființare până în 17 noiembrie 2015, după ce premierul Victor Ponta și-a depus mandatul pe 4 noiembrie 2015. În cabinet, ALDE a primit patru ministere, încredințate următorilor:
| Nume                         | Minister                                                                            |
| ---------------------------- | ----------------------------------------------------------------------------------- |
| Daniel Constantin            | Ministerul Agriculturii și Dezvoltării Rurale                                       |
| Grațiela-Leocadia Gavrilescu | Ministerul Mediului, Apelor și Pădurilor                                            |
| Sorin Cîmpeanu               | Ministerul Educației Naționale și Cercetării Științifice                            |
| Andrei Gerea                 | Ministru delegat pentru energie, întreprinderi mici și mijlocii și mediu de afaceri |

### Fuziuni
La data de 8 octombrie 2020, Partidul Alianța Liberalilor și Democraților (ALDE) a decis să fuzioneze cu partidul PRO România (PRO), noua formațiune politică urmând să se numească Pro România Social Liberal (PRO-SL). De asemenea, din cauza duratei scurte de timp până la alegerile parlamentare din 2020, cele două partide urmează să candideze pe liste comune, paritatea fiind 60% PRO România – 40% ALDE. În ianuarie 2021, cele două partide au decis întreruperea fuziunii. Ulterior, în martie 2022, ALDE a fuzionat prin absorbție cu Partidul Național Liberal (PNL), condus atunci de Florin Cîțu, fost prim-ministru între 2020 și 2021 de asemenea.

## Istoric electoral
Primele alegeri la care a participat Partidul Alianța Liberalilor și Democraților (ALDE) au fost alegerile locale din 2016. Pentru alegerile parlamentare din același an, obiectivul principal al partidului a fost intrarea în Parlament, obiectiv pe care partidul l-a atins ulterior pe baza votului popular de la alegerile legislative din decembrie 2016.

### Alegeri locale
| An   | Voturi  | Procente (%) | Consilieri județeni | Primari   | Consilieri locali | Poziție |
| ---- | ------- | ------------ | ------------------- | --------- | ----------------- | ------- |
| 2016 | 521.845 | 6,32 / 100   | 80 / 1434           | 64 / 3186 | 2504 / 40067      | 3       |
| 2020 | 228.240 | 2,36 / 100   | 15 / 1434           | 15 / 3186 | 861 / 40067       | 6       |

### Alegeri legislative
| An   | Partid | Voturi  | Procente (%) | Camera Deputaților | Senat   | Poziție | Guvern           |
| ---- | ------ | ------- | ------------ | ------------------ | ------- | ------- | ---------------- |
| 2016 | ALDE   | 423.728 | 6,01 / 100   | 20 / 329           | 9 / 136 | 5       | Coaliție         |
| 2020 | PRO-SL | 241.272 | 4,09 / 100   | 0 / 330            | 0 / 136 | 7       | Extraparlamentar |

### Alegeri europarlamentare
| An   | Voturi  | Procente (%) | Mandate | Poziție |
| ---- | ------- | ------------ | ------- | ------- |
| 2019 | 372.760 | 4,11 / 100   | 0 / 32  | 7       |

## Legături externe
- Site-ul oficial al ALDE Arhivat în 21 aprilie 2016, la Wayback Machine.